# NGC 7229
NGC 7229 (другие обозначения — PGC 68344, ESO 467-24, MCG -5-52-51, IRAS22112-2937) — спиральная галактика с перемычкой (SBc) в созвездии Южная Рыба.
Этот объект входит в число перечисленных в оригинальной редакции «Нового общего каталога».